# ونرش
ونرش (به انگلیسی: Wonersh) یک روستا و محله مدنی در بریتانیا است که در Waverley واقع شده‌است. ونرش ۱۷٫۱۸ کیلومتر مربع مساحت و ۳٬۴۱۲ نفر جمعیت دارد.